# Циня Рустам Григорович
Руста́м Григо́рович Циня (нар. 17 червня 1991, Одеса, Одеська область, Українська РСР, СРСР) — український футболіст і футзаліст.
Насамперед відомий виступами за клуби «Шериф» та «Тирасполь», а також юнацьку збірну України.

## Клубна кар'єра
Народився 17 червня 1991 року в місті Одеса. Вихованець юнацьких команд футбольних клубів «Чорноморець» та «Шериф», до академії якого приєднався у 2007 році.
У дорослому футболі дебютував 10 липня 2009 року виступами за команду клубу «Шериф», в якій провів один сезон, взявши участь у 19 матчах чемпіонату. Дебютним матчем стала гра проти «ЦСКА-Рапід», коли Рустама випустили на 60-тій хвилині, а його команда перемогла з рахунком (6:0). 26 серпня 2009 року дебютував у єврокубках у Лізі чемпіонів в матчі проти грецького «Олімпіакоса». За підсумками двох зустрічей «Шериф» вилетів у Лігу Європи, дебютувавши 17 вересня 2009 року в матчі проти румунського «Стяуа» (0:0)..
Своєю грою за цю команду привернув увагу представників тренерського штабу клубу «Тирасполь», до складу якого приєднався 2010 року. Відіграв за тираспольський клуб наступний сезон своєї ігрової кар'єри.
До складу клубу СКА (Одеса) приєднався 2012 року. Відіграв за одеських «армійців» 15 матчів в національному чемпіонаті, забивши 1 гол у матчі з командою «Реал Фарма». У 2013 році перейшов у клуб «Реал Фарма», але провів там лише чотири місяці.
Після цього перейшов у футзал і грав у різноманітних одеських аматорських командах. З сезону 2015/16 грає за чорноморський клуб «Uni-Laman», що виступає у Першій лізі чемпіонату України з футзалу.

## Виступи за збірні
2007 року дебютував у складі юнацької збірної України, взяв участь у 7 іграх на юнацькому рівні.

## Досягнення
- Чемпіон Молдови (1):

«Шериф»: 2011–12
- Володар Кубка Молдови (1):

«Шериф»: 2009–10
- Бронзовий призер чемпіонату України у Першій лізі: 2015/16[7]